# Planejamento familiar natural
O planejamento familiar natural (português brasileiro) ou planeamento familiar natural (português europeu) é um método de planejamento familiar que exclui o uso de contraceptivos químicos e mecânicos, como a pílula, a esterilização e o preservativo. Os principais métodos naturais para a prevenção da gravidez são a infertilidade causada pelo aleitamento e a abstinência sexual periódica: esta última, com o auxílio de vários métodos de monitorização da fertilidade, tais como o método de Billings, o método sintotérmico, o método rítmico e o método da temperatura corporal basal.

## Monitorização da fertilidade
A monitorização da fertilidade não chega propriamente a ser um método contraceptivo mas um meio de identificação dos períodos férteis ou inférteis da mulher para se tentar obter ou evitar a gravidez. Se uma mulher não quiser engravidar, então abstém-se de ter relações sexuais durante o seu período fértil. Atualmente, existem, ainda, equipamentos auxiliares, tais como os monitores eletrónicos de fertilidade, que facilitam muito a monitorização da fertilidade. Estes monitores analisam, de forma automática, mudanças da concentração de certas hormonas na urina, na saliva , da temperatura corporal basal e da composição dos fluidos vaginais. Estima-se que as taxas de falhas reais destes monitores, se forem usados corretamente, variam entre 0,6% (marca LadyComp) e 6% (marca Persona).

## Eficácia
Segundo um relatório da Organização Mundial de Saúde publicado em 2004, os métodos naturais baseados na monitorização da fertilidade, se forem usados correta e consistentemente, são eficazes e as suas taxas de falha em um ano de uso são entre 1% a 9%. Para alcançar estes valores, é preciso o envolvimento, motivação, obediência e participação do casal e um especialista/instrutor experiente e especificamente treinado. O método sintotérmico, se usado corretamente, pode evitar a gravidez em 97,2% dos casos e o método de Billings entre 96,8% e 99,5% dos casos. Em relação à infertilidade causada pelo aleitamento, a sua taxa de falhas em um ano varia entre 0,5% e 2%. Mas este método acaba com o fim do aleitamento do recém-nascido.
Porém, a eficácia real dos métodos naturais pode ser significativamente mais baixa do que a eficácia do método em si — alguns estudos encontraram taxas de falhas reais de 25% por ano. Mas as taxas de falhas reais têm grandes variações dependendo da população que está sendo estudada e do método usado — pelo menos um estudo encontrou uma taxa de falhas real de menos de 1% por ano, e diversos estudos encontraram taxas de falhas reais de 2-3% por ano.
O fato de a eficácia real ser mais baixa pode ser devido a erros por parte dos instrutores ou dos usuários, mas também à desobediência consciente do usuário, com a realização do ato sexual durante o período fértil. É preciso, também, salientar o facto de estes métodos não serem eficazes na prevenção contra as doenças sexualmente transmissíveis como a SIDA, com a óbvia exceção da abstinência sexual total.

## Aspectos ético-religiosos

### Posição católica
A Igreja Católica aceita que o desejo pelo prazer sexual faz parte da natureza humana, mas defende que a felicidade e o prazer não são sinônimos. O prazer como objetivo é uma forma de uso do parceiro, transformando-o em um meio, uma ferramenta para obter prazer. Seria, portanto, um ato egoísta, sobrepondo-se às oportunidades de verdadeiro conhecimento do parceiro e doação a ele (amor), verdadeira fonte de felicidade.
De acordo com a doutrina de comportamento sexual da Igreja Católica, o planejamento familiar natural não é um método contraceptivo. Para o cristão católico, a fertilidade é uma condição natural e bem-vinda do homem e da mulher. Qualquer instrumento utilizado com a intenção de negar a fertilidade é uma atitude com a intenção de negar a realidade. A contracepção se torna, assim, a recusa da fertilidade do cônjuge e da abertura à vida. Quando o prazer sexual mútuo tem, como fim, atender desejos instintivos mútuos, sem se estar aberto à procriação, a relação sexual é vista como irresponsável com a realidade. Um casal que não está aberto à procriação como resultado daquela união não está se doando na totalidade pessoal, o que resulta numa falsificação da verdade interior do amor entre os cônjuges.
Segundo a doutrina católica, os métodos naturais são os únicos permitidos; são formas mais humanistas e responsáveis de viver a responsabilidade procriadora; fortalecem a comunicação e o amor entre os cônjuges; promovem o autoconhecimento do corpo; e não têm efeitos colaterais no organismo. Tais métodos promoveriam a ideia de que a fertilidade é uma riqueza e dádiva natural, podendo e devendo ser utilizada em momento oportuno.

Tabela mostrando os dias férteis (em roxo) e inférteis (em verde e vermelho) do ciclo menstrual da mulher